# Rudolf Fischer (Politiker, 1908)
Rudolf Fischer (geboren am 28. April 1908 in Wien; gestorben am 26. September 2001 ebenda) war 1954 bis 1956 sozialdemokratischer österreichischer Staatssekretär in der großkoalitionären Bundesregierung Raab I, in deren Amtszeit 1955 der Staatsvertrag abgeschlossen wurde und die Besatzungstruppen abzogen. Er war der Vater des Bundespräsidenten Heinz Fischer, der 2004 bis 2016 amtierte, und von Edith Stumpf-Fischer.
Rudolf Fischer studierte an der Universität Wien Rechtswissenschaften und promovierte zum Dr. iur. Als 18-jähriger Student schloss er sich 1926 den Sozialdemokraten an.
Nach 1945 im Ernährungsministerium und im Innenministerium tätig, wurde er 1954 im Team von Vizekanzler Adolf Schärf, dem späteren Bundespräsidenten, Staatssekretär im ÖVP-Ressort Bundesministerium für Handel und Wiederaufbau.
Von Jänner 1957 bis zu seiner Pensionierung 1973 war Fischer unter den Ministern Karl Waldbrunner, Bruno Pittermann, Otto Probst, Ludwig Weiß und Erwin Frühbauer (außer Weiß alle Sozialdemokraten) Sektionschef und Präsidialchef im auch für die verstaatlichten Betriebe zuständigen Bundesministerium für Verkehr. 
Er wurde am Ober Sankt Veiter Friedhof bestattet.

## Auszeichnungen
- Großes Silbernes Ehrenzeichen mit dem Stern für Verdienste um die Republik Österreich[2]
- Großes Bundesverdienstkreuz mit Stern[3]
- Großoffizier des Ordens von Oranien-Nassau[4]